# Bernard Premsela
Bernard Premsela, noto anche come Benedictus Premsela (Amsterdam, 28 settembre 1889 – Campo di concentramento di Auschwitz, 1º settembre 1944), è stato un sessuologo olandese.

## Biografia
Nacque nella famiglia del tagliatore di diamanti Benjamin Premsela (Amsterdam, 1861 – Bergen-Belsen, 1944) e di Sara Italiaander (Amsterdam, 1862 – Amsterdam, 1941). Suo fratello Meijer Jacob Premsela (Amsterdam, 1891 – Campo di concentramento di Oranienburg, 1945) seguì per un breve periodo le orme del padre.
Dal 1912 intrattenne una relazione sentimentale con Rosalie de Boers (Amsterdam, 9 dicembre 1888 – Campo di concentramento di Auschwitz, 6 ottobre 1944), con cui si unì in matrimonio preliminare (ondertrouwd) nel 1913 e successivamente sposò. Ebbero tre figli: Elly Premsela (Assendelft, 29 ottobre 1914 – Campo di concentramento di Auschwitz, 11 febbraio 1944), che sposò il giornalista Max Wessel, Robert Premsela (Assendelft, 31 dicembre 1915 – Amsterdam, 8 aprile 2007) e l'artista Benno Premsela (Amsterdam, 1920 – Amsterdam, 1997).
Iniziò ad esercitare l'attività di medico di base ad Assendelft intorno al 1913. Nel 1918 si ritornò ad Amsterdam. 
Dopo alcuni anni di libera professione, cominciò a lavorare presso il consultiorio Dr. Aletta Jacobshuis in Stadhouderskade 1466. Era infatti interessato agli sviluppi sessuali degli anni della crisi. In quella struttura, donne e disoccupati potevano ricevere consulenze su contraccezione e problemi matrimoniali. Non venivano praticati aborti, si offriva solo consulenza. Il consultorio Dr. Aletta Jacobshuis divenne molto più popolare del previsto: si stimava che nel primo anno avrebbe accolto circa 600 "pazienti", ma ne arrivarono ben 3000. Nel 1934 la questione fu sollevata alla Tweede Kamer (la camera bassa dei Paesi Bassi), dove il ministro Henri Marchant venne interrogato sulla compatibilità dell'iniziativa con i principi del cattolicesimo. Il ministro confermò che non vi erano obiezioni, tanto che nel 1935 il centro era ancora operativo. Se fosse stato necessario chiudere il Dr. Aletta Jacobshuis, Henri Marchant si sarebbe trovato a dover contrastare la sua ex compagna di partito Aletta Jacobs. 
Premsela intervenne anche alla radio olandese con conferenze sulla sessualità. Il 12 novembre 1933 tenne un discorso sul tema "Il punto di vista moderno della Chiesa sulla limitazione delle nascite" per l'associazione di liberi pensatori De Dageraad. Nel 1938 subì un nuovo attacco. Questa volta fu il settimanale Volk en Vaderland (organo della Movimento Nazionale Socialista olandese) a dipingerlo come persona indesiderata per via dei suoi ruoli:
- medico;
- presidente del Consiglio Medico della Lega Neo-Malthusiana;
- collaboratore del Volksdagblad (De Tribune), giornale comunista per il quale curava la rubrica delle domande;
- membro del consiglio dell'Associazione olandese per la riforma sessuale (Nederlandse Vereniging voor Seksuele Hervorming -NVSH);
- membro dirigente di una delle logge dell'Independent Order of Odd Fellows (IOOF);
- oratore per l'associazione di liberi pensatori De Dageraad;
- oratore per l'Associazione degli Amici dell'Unione Sovietica;
- membro del Comitato di Vigilanza degli Intellettuali Anti-Nazionalsocialisti;
- oratore per associazioni antimilitariste;
- oratore per la VARA su questioni sessuali.

Nello stesso anno fondò il B. Premsela Fonds per la promozione della sessuologia.
In seguito all'occupazione da parte della Germania nazista, Premsela, in quanto medico ebreo, fu autorizzato a curare esclusivamente pazienti ebrei, che tuttavia non rappresentavano il pubblico destinatario dei servizi di consulenza sulla contraccezione. Rimase così senza lavoro. 
Durante la seconda guerra mondiale, lui e tutti i membri della sua famiglia, essendo di religione ebraica, furono inseriti nella lista delle persone ricercate. La coppia si nascose, ma a causa di un tradimento lui e la moglie furono arrestati nell'aprile 1943. In seguito furono deportati a campo di concentramento di Theresienstadt e da lì ad Auschwitz, dove furono uccisi. Anche la figlia Elly, poco dopo, fu arrestata insieme al marito a Zaandam, deportata e uccisa ad Auschwitz.

## Nei media
È possibile vederlo in attività in un documentario di Carrie de Swaan dedicato a suo figlio Benno Premsela.